# استیون رابرتس (کارگردان)
استیون رابرتس (انگلیسی: Stephen Roberts؛ ‏ ۲۳ نوامبر ۱۸۹۵ – ۱۷ ژوئیهٔ ۱۹۳۶) کارگردان فیلم اهل ایالات متحده آمریکا بود.

## گزیده فیلم‌شناسی
- گوش کن لینا (۱۹۲۷)
- بانو و آقا (۱۹۳۲)
- رمانتیک در منهتن (۱۹۳۵)